# Caryl Férey

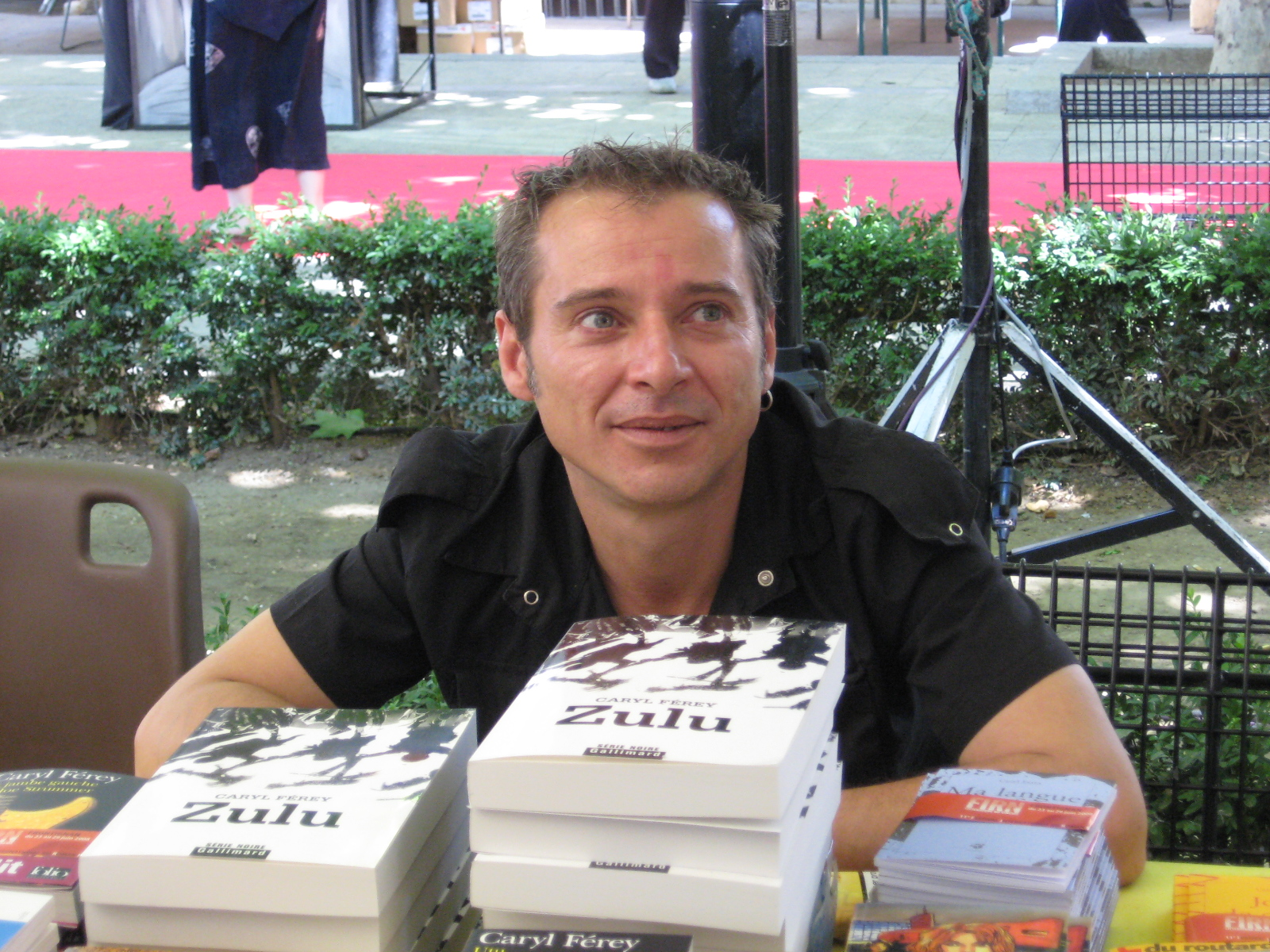
Caryl Férey, 2009

Caryl Férey (* 1967 in Caen) ist ein französischer Schriftsteller, der hauptsächlich Kriminalromane verfasst. Seinen mit dem französischen Literaturpreis Grand prix de littérature policière ausgezeichneten Roman Zulu verfilmten Jérôme Salle und Julien Rappeneau mit der 2013 in die Kinos gekommenen, französisch-südafrikanischen Koproduktion Zulu.

## Romane
- Mapuche, Gallimard 2012
- Zulu, Gallimard 2008, auf Deutsch: Zulu, Europa Editions 2010
- La jambe gauche de Joe Strummer, Gallimard 2007
- Utu, Gallimard 2004
- Plutôt Crever, Gallimard 2002
- Haka, Editions Baleine 1998

## Auszeichnungen
Für Zulu:
- Grand prix de littérature policière 2008
- Salon du livre d'expression populaire et de critique sociale d'Arras 2009

Für Utu:
- Prix SNCF du polar 2006